# La pasión de Cristo: Resurrección
La resurrección de Cristo es una próxima película estadounidense de 2027 de los géneros bíblico, dramático y épico. La película será dirigida y coescrita por Mel Gibson, con guion de Randall Wallace, y protagonizada por Jim Caviezel como Jesús de Nazaret. La película es una secuela de La pasión de Cristo (2004) y se centrará desde la resurrección de Jesús hasta la muerte del último apóstol.

## Sinopsis
Al ser una secuela de La pasión de Cristo (2004), la película se centrará en la resurrección de Jesús.

## Elenco
| Actor             | Personaje                | Ref. |
| ----------------- | ------------------------ | ---- |
| Jim Caviezel      | Jesús de Nazaret         | Ref. |
| Maia Morgenstern  | María, la madre de Jesús | Ref. |
| Francesco De Vito | Apóstol Pedro            | Ref. |

## Producción

### Desarrollo
En junio de 2016, el escritor Randall Wallace declaró que él y Gibson habían comenzado a trabajar en una secuela de La pasión de Cristo que se centraría en la resurrección de Jesús y los eventos que la rodearon. Wallace trabajó anteriormente con Gibson como guionista de Braveheart (1995) y director de We Were Soldiers (2002). En septiembre de ese año, Gibson manifestó su interés por dirigirla. En ese momento, estimó que el lanzamiento de la película todavía estaba «probablemente a tres años», afirmando que era «un gran proyecto».
En noviembre de 2016, Gibson confirmó que el título de la secuela sería La resurrección de Cristo y sugirió que parte de la película tendría lugar en el infierno, afirmando que la película exploraría lo que sucedió en el período de tres días entre la muerte de Jesús y su resurrección y, mientras hablaba con Raymond Arroyo, dijo que la película también podría mostrar escenas retrospectivas que representen la caída de los ángeles.  También reveló que la producción de la película probablemente duraría alrededor de tres años, debido al enorme compromiso que supone. 
En enero de 2018, Caviezel estaba en negociaciones con Mel Gibson para repetir su papel de Jesús en la secuela. En marzo de 2020, Caviezel declaró en una entrevista que la película estaba en su quinto borrador. Más tarde, ese año, Caviezel mencionó que Gibson le había enviado el tercer borrador del guion. Caviezel afirmó que «la película sorprenderá al público» y predijo que «será la película más grande que el mundo haya visto».
En enero de 2023, un informe indicó que la película comenzaría a producirse a mediados de 2023, con Jim Caviezel listo para regresar en el papel de Jesús. Se informó que Hristo Jivkov repitió su papel como Juan el Apóstol, antes de fallecer en marzo de 2023 de cáncer.
En julio de 2023, Gibson confirmó la película, afirmando que tiene dos versiones del guion en el que está trabajando; uno que está más arraigado, mientras que el otro explora varios reinos e incluye ángeles caídos en el infierno.  Unos días después, Caviezel declaró que aunque la producción de la película se había retrasado, el trabajo en el guion estaba en curso. Al confirmar que Gibson continúa trabajando en el proyecto, el actor afirmó que el rodaje podría comenzar en el otoño de 2023. El actor también anunció que la historia se estaba desarrollando en dos o tres películas más. 
Inicialmente, hubo un esfuerzo para estrenar la película en 2024, cerca de Pascua, en celebración del vigésimo aniversario de la primera película.  Sin embargo, esto no fue posible debido al aplazamiento de la producción.
En noviembre de 2023, se reveló que el título provisional de la película es La pasión de Cristo: Resurrección – Parte I.    

### Guion
Escrito por el propio Gibson y con guion de Randall Wallace, la película se centrará en los hechos ocurridos entre los tres días después de la crucifixión y la resurrección, cuando Jesús descendió al seno de Abraham, donde predicó y resucitó a los santos del Antiguo Testamento. Gibson declaró en entrevistas que la caída de los ángeles y el descenso de Cristo a los infiernos también serían partes clave de la película.
Según Edward Pentin, del National Catholic Register, la película «cubrirá paso a paso los eventos que llevaron a la resurrección tal como los experimentaron los apóstoles, pero también seguirá las intrigas que tuvieron lugar en el palacio de Herodes y terminará con los acontecimientos que tuvieron lugar en Jerusalén el Domingo de Resurrección».
Además, Resurrección será una película introspectiva no lineal, donde se explorarán «otros reinos» y «dimensiones».

### Rodaje
La fotografía principal comenzó el 30 de abril de 2023. En diciembre de 2023, se anunció que la película se rodará entre Roma (Italia) y México a partir de la primavera de 2024. 

## Estreno
La película tiene fecha de estreno oficial. Según Lionsgate en X, se estrenará la parte 1 el 26 de marzo de 2027 (en Viernes Santo), y la Parte 2 el 6 de mayo del mismo año (el Día de la Ascensión del Señor). 